# كامبو لاميرو
بلدية كامبو لاميرو (بالإسبانية: Campo Lameiro) هي بلدية تقع في مقاطعة بونتيفيدرا التابعة لمنطقة غاليسيا شمال غرب إسبانيا.

## الديموغرافيا
يبلغ عدد سكان بلدية كامبو لاميرو 2.036 نسمة عام 2011 (وفقاً للمعهد الوطني للإحصاء الإسباني).
| 2.461 | 2.374 | 2.256 | 2.166 | 2.119 | 2.084 | 2.036 |